# Introgressione
L'introgressione, o “ibridazione introgressiva”, può essere definita come l’incorporazione permanente di geni di un gruppo geneticamente distinto (specie, sottospecie, popolazione, varietà) in un altro, originatasi dall'incrocio di un ibrido con uno dei gruppi parentali.
Questo fenomeno differisce dall’ibridazione, non essendo quest’ultima necessariamente accompagnata da introgressione. In alcuni casi infatti gli individui possono risultare sterili e l’ibridazione non porta ad uno scambio genetico permanente, cosicché la frequenza delle specie ibridizzate può sovrastimare il tasso di introgressione. Inoltre, l’introgressione genera un complesso rimescolamento dei geni parentali mentre l’ibridazione produce individui con caratteristiche intermedie, dal punto di vista genetico, tra le due specie parentali.

## Conseguenze evolutive
L’introgressione sembra essere discretamente diffusa negli animali e in particolare nelle piante. Si distingue un’introgressione “locale” più comune, caratterizzata da un flusso genico che si estende solo a breve distanza dall’area di ibridazione, ed un’introgressione “dispersa”, più rara, in cui il flusso genico è più ampiamente diffuso. Sebbene si tratti di un fenomeno che avviene normalmente in natura, sembra essere promosso nei territori altamente disturbati per cause naturali o dall’uomo. 
La questione del significato evolutivo dell’introgressione è stata a lungo oggetto di discussione. Tra i botanici, Anderson (1949) proponeva che il trasferimento interspecifico di geni costituisse un’importante forza evolutiva, secondo una prospettiva “adattazionista”, alla quale si contrapponeva l’idea che si trattasse di un fenomeno locale con effetti transienti e implicanze minime dal punto di vista evolutivo. 
Sebbene un ruolo evolutivo dell’introgressione fosse piuttosto probabile, non vi erano forti evidenze a supporto (Hesier, 1973). Diverse conseguenze evolutive sono state proposte nelle piante, tra cui (Riesemberg e Wendel, 1993): l’aumento della diversità genetica, l’origine di nuovi ecotipi, la riduzione delle barriere di isolamento riproduttivo, il trasferimento di adattamenti (e.g. Stuzt e Thomas (1964) suggeriscono che la minore appetibilità degli erbivori per Purshia tridentata risulti dall’acquisizione di questa caratteristica via introgressione con Cowania stansburyana), l’origine di nuovi adattamenti.
Anche negli animali sono stati riportati casi di introgressione “adattativa” e.g. nelle farfalle del genere Heliconius l’introgressione di loci genici codificanti per il colore delle ali avrebbe facilitato la nascita di nuove combinazioni fenotipiche, velocizzando, inoltre, la loro evoluzione durante una fase di radiazione (Wallbank et al., 2016).

## Introgressione e conservazione
La prospettiva che vede l’introgressione come un’opportunità di aumento della variabilità genetica per le specie si contrappone ad un’altra, secondo cui l’ibridazione, con o senza introgressione, può costituire una minaccia per diversi taxa animali e vegetali a causa delle attività umane (Rhymer e Simberloff, 1996). Infatti, anche se il contatto tra specie affini può avvenire per cause naturali, quello causato dall’uomo, attraverso l’introduzione accidentale o volontaria di specie aliene o la frammentazione degli habitat, ha portato ad un drammatico aumento della frequenza di ibridazione tra specie. Una volta che l’incontro è avvenuto, il rischio di estinzione genetica, ossia che ibridi fertili portino alla formazione di “hybrid swarms” (popolazioni o specie in cui tutti gli individui sono ibridi di vario grado), dipenderà dalla forza delle barriere riproduttive, dal vigore e dalla fertilità degli ibridi e dalle dimensioni delle popolazioni parentali (Rhymer, 2006). Il salvataggio genetico (genetic rescue) è una strategia di conservazione basata sulla introgressione assistita tra popolazioni frammentate della stessa specie, ottenuta attraverso lo spostamento di individui che derivano da una popolazione fonte (non a rischio) verso una popolazione bersaglio (a rischio). Nonostante i risultati positivi ottenuti dal salvataggio genetico bisogna applicare questa strategia con cautela già che essa potrebbe portare alla perdita di adattamenti locali unici oppure questi adattamenti potrebbero influenzare il processo di ripristino della fitness (Zhang et al., 2020). Per evitare queste problematiche discipline come la genomica della conservazione analizza interi genomi o grandi porzioni di essi per esaminare le dinamiche degli adattamenti locali, ad esempio, impiegando modelli di tratti mendeliani per fare previsioni sulla efficacia di questo tipo di interventi (Zhang et al., 2020).

## Complicanze causate in studi di diversificazione tra specie
Negli studi di genetica di popolazioni, in particolare quando si vogliono identificare i confini tra specie, si scelgono generalmente marcatori molecolari molto variabili. Un altro aspetto di cui tener conto, soprattutto nel caso di individui la esiste una variazione nella dispersione legata al sesso (e.g. soltanto i maschi lasciano il nucleo familiare alla ricerca di una femmina con cui accoppiarsi), è il tasso di flusso genico: è infatti stato provato che questo correla negativamente con il tasso di introgressione di un genoma (Currat et al., 2008). Il motivo è che se alcuni individui di una specie incrociano i loro confini con quelli di una specie vicina, affine, con la quale non sono ancora definitive le barriere che impediscono l’accoppiamento, si verificherà trasferimento asimmetrico di geni dalla specie locale a quella migrante; tuttavia, se il flusso genico all’interno della popolazione della specie migrante è piuttosto elevato, la deriva genetica sarà ridotta, e gli alleli introgressi tenderanno più difficilmente a divenire comuni e fissarsi per effetto del caso nella popolazione migrante. 
Alcuni esempi:
-	Quando la dispersione avviene a carico delle femmine, come avviene in diversi uccelli, alcuni insetti e negli scimpanzé, il DNA mitocondriale, essendo ereditato per via materna, è molto meno introgresso rispetto al DNA nucleare.
-	Nelle piante, in cui la dispersione del seme è molto meno efficiente rispetto a quella del polline, il DNA plastidiale e quello mitocondriale, venendo introgressi dalla pianta madre risultano più frequentemente introgressi rispetto al DNA nucleare (spesso infatti nelle piante i pattern di variazione del DNA plastidiale sono molto più influenzati dalla distribuzione geografica che non dalla tassonomia).
La spiegazione più probabile fornita da Petit ed Excoffier (2009) per i differenti tassi di introgressione relativi a marcatori molecolari sottoposti ad una diversa modalità d trasmissione è racchiusa nella legge di Haldane, secondo cui quando dall’incrocio tra due razze animali un sesso è assente, o raro, o sterile, si tratta del sesso eterogametico: ciò implica che i markers trasmessi solo dal sesso eterogametico saranno meno introgressi.